# Joseph Delaney
Joseph Henry Delaney, conhecido como Joseph Delaney, (Londres, 25 de julho de 1945 – 16 de agosto de 2022) foi um educador e escritor de ficção científica e livros de fantasia.
Delaney aposentou-se de sua posição como um educador, a fim de dedicar suas energias na carreira de escritor em tempo integral. Morou em Lancashire, Inglaterra, com sua mulher. Tem três filhos e quatro netos.

## Morte
Delaney morreu em 16 de agosto de 2022, aos 77 anos de idade.

## Obras do autor
As Aventuras do Caça-Feitiço spooksbooks.com
- O Aprendiz (The Spook´s Apprentice)                     - 2004 - Publicado no Brasil em 2008
- A Maldição (The Spook´s Curse)                          - 2005 - Publicado no Brasil em 2009
- O Segredo  (The Spook´s Secret)                         - 2006 - Publicado no Brasil em 2009
- A Batalha  (The Spook´s Battle)                         - 2007 - Publicado no Brasil em 2010
- O Erro     (The Spook´s Mistake)                        - 2008 - Publicado no Brasil em 2012
- O Sacrifício (The Spook´s Sacrifice)                    - 2009 - Publicado no Brasil em 2012
- O Pesadelo (The Spook´s Nightmare)                      - 2010 - Publicado no Brasil em 2013
- O Destino (The Spook´s Destiny)                         - 2011 - Publicado no Brasil em 2014
- Eu Sou Grimalkin (Spook's - I am Grimalkin)           - 2011
- O Sangue (The Spook's Blood)                            - 2012
- O Conto de Seres Rastejantes (Spook's - Slither's Tale) - 2012
- Alice (Spook's - Alice)                    - 2013
- A Vingança (The Spook's Revenge)                        - 2013

Livros paralelos à série:
- O Conto do Caça-Feitiço (The Spook´s Tale)          - 2009
- As Histórias do Caça-Feitiço - Feiticeiras (The Spook's Stories - Witches) - 2010
- O Bestiário de John Gregory, o Caça-Feitiço (The Spook´s Bestiary)  - 2010 - Publicado no Brasil em 2015
- O Sétimo Aprendiz do Caça-Feitiço (The Spook's Seventh Apprentice) - 2014

## O filme
O Sétimo Filho (Seventh Son) - 2014:  Adaptação da saga "As Aventuras do Caça-Feitiço" - O Sétimo Filho é baseado no primeiro livro, "O Aprendiz". A história acompanha Thomas (Ben Barnes), o sétimo filho de um sétimo filho. Thomas tem o dom de ver aquilo que os outros não podem enxergar, ou seja, criaturas das trevas e outros seres. Ele é treinado por John Gregory (Jeff Bridges) para se tornar um Caça-Feitiço e combater as trevas. No elenco estão Julianne Moore, Olivia Williams, Alicia Vikander, Antje Traue, Djimon Hounsou e Kit Harington.
Distribuição: UNIVERSAL PICTURES
Direção: Sergei Bodrov

## Lugares reais na ficção
- A casa mal-assombrada em O aprendiz realmente existiu! Quando criança, Joseph morou numa casa assim, em Preston, onde tinha um pesadelo recorrente. No sonho ele se via sentado em um tapete na sala enquanto a mãe tricotava. Então, começava a sentir um frio sinistro e, do depósito de carvão no porão, subia uma sombra que o levava à força para o escuro. E o que era mais assustador... seus irmãos tinham o mesmo pesadelo! A casa foi demolida por causa disso; portanto, ele jamais poderá voltar lá.

- Em O Segredo, como nos outros livros, os lugares descritos saíram da imaginação do autor. Mas o túmulo no alto do sítio, conhecido como a Broa, é um famoso ponto de referência em Lancashire. Há 20 anos, o autor passou ali uma noite fria e enfrentou uma tremenda ventania. Caiu uma tempestade violenta nessa noite!
- Em uma visita à escola do condado de Anderton, em 2004, Joseph Delaney prometeu a um grupo de crianças que incluiria a aldeia de Adlington em um futuro livro. Foi o que fez em O Segredo, e a alameda Babylon, ao lado da escola, é onde está situada a serralheria de Andrew, o irmão ficcional do Caça-Feitiço.